# Herkules (film)
Herkules (engelska: Hercules) är en amerikansk animerad film från 1997, baserad på olika delar av den grekiska mytologin. Filmen berättar legenden om Herakles, son till Zeus. Filmen är producerad av Walt Disney Feature Animation och gavs ut av Walt Disney Pictures den 14 november 1997. Det är den 35:e animerade långfilmen skapad av Walt Disney Company.

## Handling
Filmen inleds med att de fem muserna berättar historien om hur Zeus kom till makten och förhindrade de monstruösa titanerna från att styra världen genom att fängsla dem under havet. Detta leder till dagen då Herkules, Zeus och Heras son, föds. Greklands gudar lyckönskar dem; alla utom Hades, som har fått veta från ödesgudinnorna att Herkules en dag kan tänkas följa i sin fars fotspår, och det skulle förhindra Hades från att ta kontrollen över världen. Hades fruktar detta och han ger order till sina två underhuggare Skrik och Panik (två små varelser som påminner om Ares mytologiska söner, Deimos (fruktan) och Phobos (skräcken)), att kidnappa Herkules och mata honom med en dryck som kommer att avlägsna hans odödlighet. När de försöker göra detta blir de avbrutna av ett grekiskt par som påträffar den lille Herkules. Han har nu blivit dödlig, men behåller sina gudalika krafter eftersom Skrik och Panik var tvungna få Herkules att dricka varje droppe från drycken så att han skulle förlora både sin odödlighet och sina gudalika krafter, men missade en droppe när de blev avbrutna. Herkules blir adopterad av det grekiska paret och samtidigt försöker Zeus och Hera att finna sin son till varje pris, men till ingen lycka.
Herkules växer upp till en klumpig tonåring som provoceras på grund av sin otroliga styrka, och han har svårt att passa in. Hans adoptivföräldrar berättar en dag för Herkules att han skänktes till dem av gudarna och för att ta reda på vem han egentligen är måste han gå till Zeus tempel. I templet berättar Zeus att Herkules är hans son, men att han måste bevisa att han är en sann hjälte innan han kan ansluta sig till gudarna på Olympos. Tillsammans med sin flygande häst Pegasus färdas Herkules till Filoktetes, en olycksalig satyr med smeknamnet "Fille" som har misslyckats med att utbilda hjältar. Herkules övertalar Fille att träna upp honom som hans sista försök. Efter flera års träning med Fille försöker Herkules att rädda den vackra kvinnan Megara från en elak kentaur. Herkules lyckas besegra kentauren och Meg tackar honom och återvänder till skogen. Det visar sig att hon är Hades tjänare efter att hon sålt sin själ till honom för att rädda sin pojkvän, som sedan lämnade henne. När Hades får reda på att Herkules fortfarande är vid liv blir han rasande och planerar att mörda honom.
När Herkules försöker bevisa sig vara en hjälte i Thebe, skickar Hades en stor Hydra för att döda honom. Efter en lång strid lyckas Herkules besegra den stora hydran genom att använda sin styrka för att skapa ett jordskred. Till följd av detta blir han snart en nationell hjälte, multimiljonär och kändis. När Hades inser att hans planer är hotade skickar han Meg för att ta reda på Herkules svagheter, och i gengäld lovar han hennes frihet. Herkules blir besviken när han får höra av sin far Zeus att han fortfarande inte visat sig vara en sann hjälte. Herkules tillbringar resten av dagen med Meg, som blir förälskad i Herkules. När Herkules ger sig av dyker Hades upp, och Meg säger till honom att hon inte vill tjäna honom längre, något som han inte tillåter.
Samtidigt får Fille syn på Meg och Hades och inser deras samarbete, och försöker varna Herkules om detta, men Herkules vägrar lyssna eftersom han är blint förälskad i Meg. Fille blir missmodig och ger sig av hemåt. Hades dyker plötsligt upp tillsammans med Meg, som han tillfångatagit, och han gör en överenskommelse med Herkules: om han överlämnar sin gudomliga styrka under de närmaste tjugofyra timmarna så kommer han att släppa Meg fri. Han lovar att hålla henne oskadd. Herkules accepterar dödsgudens villkor men lämnas förkrossad då Hades berättar sanningen om Meg. När Hades har Herkules ur vägen frigör han titanerna från deras fängelse under havet och han skickar dem för att attackera Olympen. En cyklop skickas för att döda Herkules. Meg offrar sig för att rädda honom och blir i sin tur dödligt skadad; detta leder till att överenskommelsen bryts och Herkules får tillbaka sin styrka. Herkules räddar Olympen från undergång och Hades drar sig tillbaka till underjorden. Samtidigt avlider Meg från sina svåra skador och hennes livstråd klipps itu av ödesgudinnorna.
När Herkules inser att kvinnan han älskar har dött beger han sig till underjorden och kräver att Meg ska återupplivas, men Hades visar honom att hon nu är fångad i floden Styx, en flod fylld av de dödas själar. Herkules erbjuder sig att byta sin egen själ mot Megs, i hopp om att kunna rädda hennes själ innan han själv dör i floden. Herkules hoppar in i floden och när hans livstråd är på väg att klippas av ödesgudinnorna, blir livstråden plötsligt gyllene och kan inte klippas. Tack vare Herkules fantastiska ädelmod och vilja att offra sitt liv för andras bevisade han sig vara en sann hjälte, vilket återställde alla hans gudomliga krafter och hans odödlighet. Som gud lyckas han ta tillbaka Megs själ till ytan. Hades inser sitt misslyckande och försöker att övertala Herkules att skona honom, men Herkules slår dövörat till och slår ner sin farbror mot floden Styx. De andra själarna tar tag i Hades och drar ner honom i strömmen.
Herkules återupplivar Meg och tillsammans far de till Olympos, men Meg förnekas tillträde eftersom hon är en vanlig människa och Herkules beslutar då att ge upp sin odödlighet för hennes skull. Herkules blir hyllad som jordens och Olympos hjälte och Zeus skapar en stjärnbild på himlen i hans ära.

## Produktion
År 1992 föreslog animatören Joe Haidar att Disney skulle göra en animerad långfilm med Herkules. Filmen skulle utspela sig under det trojanska kriget och båda sidor skulle försöka få till sig Herkules. År 1993 blev Ron Clements och John Musker uppmärksammade om Haidars pitch för filmen och bestämde sig för att göra en animerad långfilm av Herkules, där han skulle skildras mer som en superhjälte. Gerald Scarfe bidrog som produktionsdesigner. Andreas Deja animerade titelfiguren medan Eric Goldberg animerade satyren Filoktetes.

## Om filmen
Herkules är regisserad av Ron Clements och John Musker. Filmens handling påminner starkt om Superman – The Movie från 1978 med Christopher Reeve.
Filmen, som fick stor kritik från Grekland, inkasserade över 252 700 000 dollar globalt. Filmen följdes senare av en animerad TV-serie baserat på Herkules uppväxt.
På Oscarsgalan 1998 nominerades filmen för bästa sång (Go the Distance) men förlorade mot Titanic (My Heart Will Go On).
Alla figurer i filmen har sina grekiska namn, utom Herkules som har sitt romerska namn. Hans grekiska namn är Herakles.

## Rollista i urval
| Figur                                 | Engelska röster   | Svenska röster        |
| ------------------------------------- | ----------------- | --------------------- |
| Herkules (vuxen)                      | Tate Donovan      | Niclas Wahlgren       |
| Herkules (ung)                        | Josh Keaton       | Nick Atkinson         |
| Herkules (ung)                        | Roger Bart (sång) | Stefan Nykvist (sång) |
| Megara                                | Susan Egan        | Myrra Malmberg        |
| Filoktetes                            | Danny DeVito      | Peter Harryson        |
| Hades                                 | James Woods       | Dan Ekborg            |
| Zeus                                  | Rip Torn          | Max von Sydow         |
| Hera                                  | Samantha Eggar    | Louise Raeder         |
| Hermes                                | Paul Shaffer      | Anders Öjebo          |
| Skrik                                 | Bobcat Goldthwait | Johan Ulveson         |
| Panik                                 | Matt Frewer       | Johan Ulveson         |
| Klotho                                | Amanda Plummer    | Marie Kühler Flack    |
| Lachesis                              | Carole Shelley    | Monica Forsberg       |
| Atropos                               | Paddi Edwards     | Monica Forsberg       |
| Amfitryon                             | Hal Holbrook      | Ingemar Carlehed      |
| Alkmene                               | Barbara Barrie    | Marie Kühler Flack    |
| Nessos                                | Jim Cummings      | Johan Hedenberg       |
| Berättaren                            | Charlton Heston   | Johan Hedenberg       |
| Cyklopen                              | Patrick Pinney    | Hasse Andersson       |
| Pegasus (Den Flygande Hästen)         | Frank Welker      | Frank Welker          |
| Kalliope, den episka poesins musa     | Lillias White     | Anki Albertsson       |
| Melpomene, tragedins musa             | Cheryl Freeman    | Vivian Cardinal       |
| Terpsichore, sångens och dansens musa | LaChanze          | Sharon Dyall          |
| Thaleia, komedins musa                | Roz Ryan          | Gladys del Pilar      |
| Kleio, historieskrivningens musa      | Vanéese Y. Thomas | Sussie Eriksson       |
| Apollo                                | Keith David       | Daniel Bergfalk       |
| Demetrius                             | Wayne Knight      | Anders Öjebo          |

## Sånger i urval
- "The Gospel Truth" (Det är sanningen)
- "Go the Distance" (Jag kan klara av det)
- "One Last Hope" (Mitt sista hopp)
- "Zero to Hero" (Zero till hero)
- "I Won't Say (I'm in Love)" (Inte jag)
- "A Star Is Born" (En stjärna född)

## Skillnader mellan filmen och mytologin
Det finns ett flertal skillnader mellan legenden om Herkules från den grekiska mytologin och Disneys tolkning. Några av dem är:
- En av de största skillnaderna mellan filmen och mytologin är att Herkules i filmen föds till en odödlig gud, men förlorar sin odödlighet senare när Hades hantlangare ger honom en dryck som avlägsnar denna. Enligt mytologin föds dock Herkules som en dödlig halvgud till att börja med och erhåller sin odödlighet senare.

- I filmen är Herkules son till Zeus och dennes hustru Hera. Enligt mytologin fick dock Zeus Herkules tillsammans med Alkmena, Amfitryons hustru. Hera, som ogillade kärleksaffären mellan Zeus och Alkmena, är enligt mytologin en fiende till Herkules. Vissa hävdar att hon sände två ormar för att döda den åtta månader gamla Herkules. De två ormarna som attackerar spädbarnet Herkules i filmen är dock två demoner i förklädnad som sänts av Hades.

- Megara är kvinnan Herkules förälskar sig i. I filmen sålde hon sin själ till Hades för att rädda sin pojkvän, som sedan lämnade henne för en annan kvinna. Senare i filmen räddar Megara Herkules liv från en vältande pelare, efter att denne förlorat sin gudsstyrka. Enligt mytologin gifter sig Herkules med Megara, som då är dotter till den thebanske regenten Kreon. Enligt vissa versioner drev Hera Herkules till vansinne, som därefter mördade sin fru Megara och sina barn. Enligt andra versioner gifte hon om sig med Iolaus, Herkules kusk, efter att Herkules slutfört sina prov. Enligt mytologin sålde hon inte sin själ till Hades, som för övrigt inte köper några, och räddade aldrig Herkules liv.

- I filmen är Hades en ond gud som planerar att göra revolt mot Olympos. Enligt mytologin är han dock, som underjordens härskare, helt enkelt en del av den naturliga ordningen och är inte nödvändigtvis ond. Många dödliga, som fruktade döden, betraktade honom dock som en förhatlig gud.

- I filmen, när Herkules möter sin tränare Filoktetes, nämner Filoktetes att han tidigare har tränat Akilles och Odysseus samt skeppet Argo och Kleopatra. Ingen av dessa borde ha kunnats nämnas än, då till exempel Akilles och Odysseus blev berömda i och med det trojanska kriget, som enligt den grekiska mytologin utspelar sig efter Herkules tid.
- I filmen är Herkules tränare en satyr vid namn Filoktetes. Enligt grekisk mytologi var Filoktetes en vanlig människa, och var inte Herkules tränare. Herkules tränare enligt mytologin var en kentaur vid namn Kairon.

- I slutet av filmen när Herkules tillåts förena sig med sina föräldrar i Olympos väljer han istället att leva på jorden tillsammans med Megara som dödlig. Enligt mytologin dör dock Herkules till följderna av förgiftning. Efter att ha blivit bränd på bål erhåller han odödlighet, och efter att ha försonats med Hera gifter han sig med hennes dotter Hebe med vilken han får barn på Olympos som odödlig.

### Fotnoter
1. ↑  Mike Lyons (1 september 1998). ”Disney's Little Big Screen: Turning Animated Features Into TV Series” (på engelska). Animation World Magazine. http://www.awn.com/mag/issue3.6/3.6pages/3.6lyonsdisney.html. Läst 20 augusti 2016.